# Alexandre (discussor)
Alexandre (em grego: Αλέξανδρος; romaniz.: Aléxandros) foi o oficial financeiro sênior bizantino do século VI, ativo durante o reinado do imperador Justiniano (r. 527–565). Seu título é relatado como discurssor em latim e logóteta em grego. Ele foi relatadamente apelidado como "o Tesoura" (em grego: Ψαλίδιος; romaniz.: Psalídios, por cortar o tamanho das moedas de ouro. A principal fonte sobre ele é Procópio de Cesareia.

## Vida

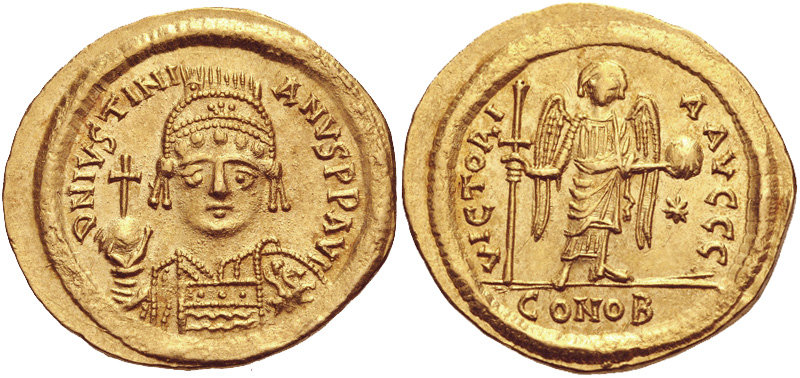
Soldo de Justiniano r.

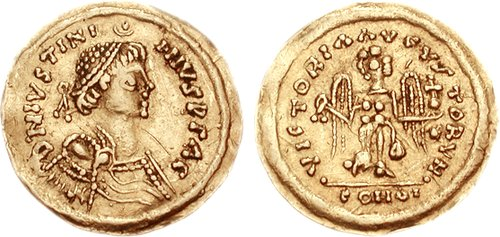
Tremisse de Tótila r.

Alexandre aparece pela primeira vez em 540, quando foi um oficial financial sênior em Constantinopla. Segundo a tradução latina de Procópio, era discussor, enquanto segundo a tradução grega era logóteta. É certo foi convocado a participar em missões especiais, mas foi supostamente um oficial financeiro geralmente centrado na capital imperial, talvez um dos escriniários ou numerários num dos setores financeiros da prefeitura pretoriana do Oriente, talvez aquele que lidou com o exército. Notabilizou-se por economizar grandes somas de dinheiro ao Estado, bem como por ter enriquecido ao acusar o exército de defraudar o Estado. Por conta disso, foi enviado à Itália em 540, quando Belisário retornou para Constantinopla.
No seu caminho à Itália, passou por Termópilas, onde reorganizou sua guarnição. Substituiu a guarda de fazendeiros locais por tropas regulares e pagou-as com recursos desviados, com consentimento imperial, de fundos do tesouro destinados às atividades cívicas e de entretenimento de todas as cidades da Grécia. Ao chegar em Ravena, impôs exigências financeiras muito rigorosas aos italianos e reduziu o dinheiro gasto com o exército, alienando ambos os grupos da causa imperial. Também privou os pobres que se reuniam na Basílica de São Pedro, em Roma, da ração de cereais paga anualmente pelo Estado, uma ação confirmada pelo imperador. Na carta para o senado, escrita talvez em 543, é citado pelo rei Tótila (r. 541–552) como exemplo da injustiça e opressão imperial.
Em 541, ele, Constanciano e outros nove oficiais, comandaram o exército que marchou contra Verona. Quando tal força de cerca de 12 mil soldados partiu, talvez na primavera de 542, montou acampamento na planície próximo de Verona. Lá, os bizantinos aceitaram a oferta para trair a cidade, mas relutaram entrar nela até a entrada estar segura. Assim, Artabazes foi enviado na frente para permitir isso. Com esse sucesso, os godos fugiram de Verona, enquanto os bizantinos esperavam do lado de fora da cidade seus comandantes deliberarem sobre a divisão dos espólios. Ao perceberem isso, os godos retomaram a cidade. Quando chegaram a um acordo, os bizantinos viram que o local estava bloqueada para eles e Artabazes estava preso no interior. Após o fracasso, os bizantinos cruzaram o rio Pó rumo a Favência, onde esperavam Tótila, mas novamente, divididos por disputas, nada fizeram. Em seguida, foram derrotados em Favência por um exército de 5 mil soldados liderado por Tótila.